# Wolfgang Petry
Wolfgang Petry anche conosciuto come Wolly Petry, pseudonimo di Franz Hubert Wolfgang Remling (Colonia, 22 settembre 1951), è un cantautore tedesco di genere Schlager.

## Biografia
Nel 1978 scrisse la versione in tedesco di Gianna del cantante italiano Rino Gaetano, intitolata Gianna (Liebe in Auto).
Nel 1994 ha vinto il "Deutsche Schlagerfestspiele" e negli anni 1997, 1998, 1999, 2000, 2001  il premio "Echo".

## Record
Petry detiene due record: il record per il singolo di maggior durata del mondo, vinto prima con Die längste Single der Welt e poi con Längsten Single der Welt - Teil 2 e il record di permanenza nella Top 100 tedesca, sempre con il brano Die längste Single der Welt.
Petry è riconosciuto come il più famoso cantante di musica Schlager e ha venduto in 30 anni 10 milioni di dischi, più di qualunque altro interprete dello stesso genere musicale.

## Discografia

### Album
- 1976 - Ein Freund, Ein Mann
- 1979 - Zweisaitig
- 1980 - Ganz oder gar nicht
- 1981 - Einfach Leben
- 1982 - Der Himmel Brennt
- 1983 - Wahnsinn
- 1984 - Rauhe Wege
- 1986 - Mit offenen Armen
- 1988 - Manche mögen's heiß
- 1991 - Wo ist das Problem?
- 1991 - Ganz oder gar nicht
- 1991 - Zweisaitig
- 1992 - Verlieben, Verloren...
- 1992 - Meine größten Erfolge
- 1993 - Ganz oder gar nicht
- 1993 - Sehnsucht nach Dir
- 1994 - Frei für Dich
- 1995 - Ein Freund, Ein Mann
- 1995 - Egal
- 1996 - Alles
- 1996 - Die Längste Single Der Welt - Teil 1
- 1996 - Gnadenlos
- 1997 - Du bist ein Wunder
- 1997 - Nie Genug
- 1998 - Wahnsinn
- 1998 - Freude
- 1999 - Die Längste Single Der Welt - Teil 2
- 1999 - Alles-Live
- 1999 - Komplett
- 2000 - Konkret
- 2000 - Freude 2
- 2001 - Einfach Geil!
- 2001 - Achterbahn
- 2001 - Die Längste Single Der Welt - Teil 3
- 2002 - Alles 2
- 2003 - Kein Grund zur Panik
- 2003 - Freudige Weihnachten
- 2004 - Typisch
- 2004 - Nur für dich
- 2005 - Doppelt Stark (Doppel CD)
- 2005 - Die Längste Single Der Welt - Das Album (Teil 4)
- 2005 - Ich Bin Ene Kölsche Jung
- 2006 - Meine Lieblingslieder
- 2006 - 30 (Abschiedsalbum)
- 2007 - Seine schönsten Balladen (mit 2 unveröffentlichten Titeln)
- 2007 - Das letzte Konzert - LIVE - einfach geil!
- 2008 - Alles Maxi - Seine größten Erfolge